# تدخل بيلاروسيا في الغزو الروسي لأوكرانيا 2022

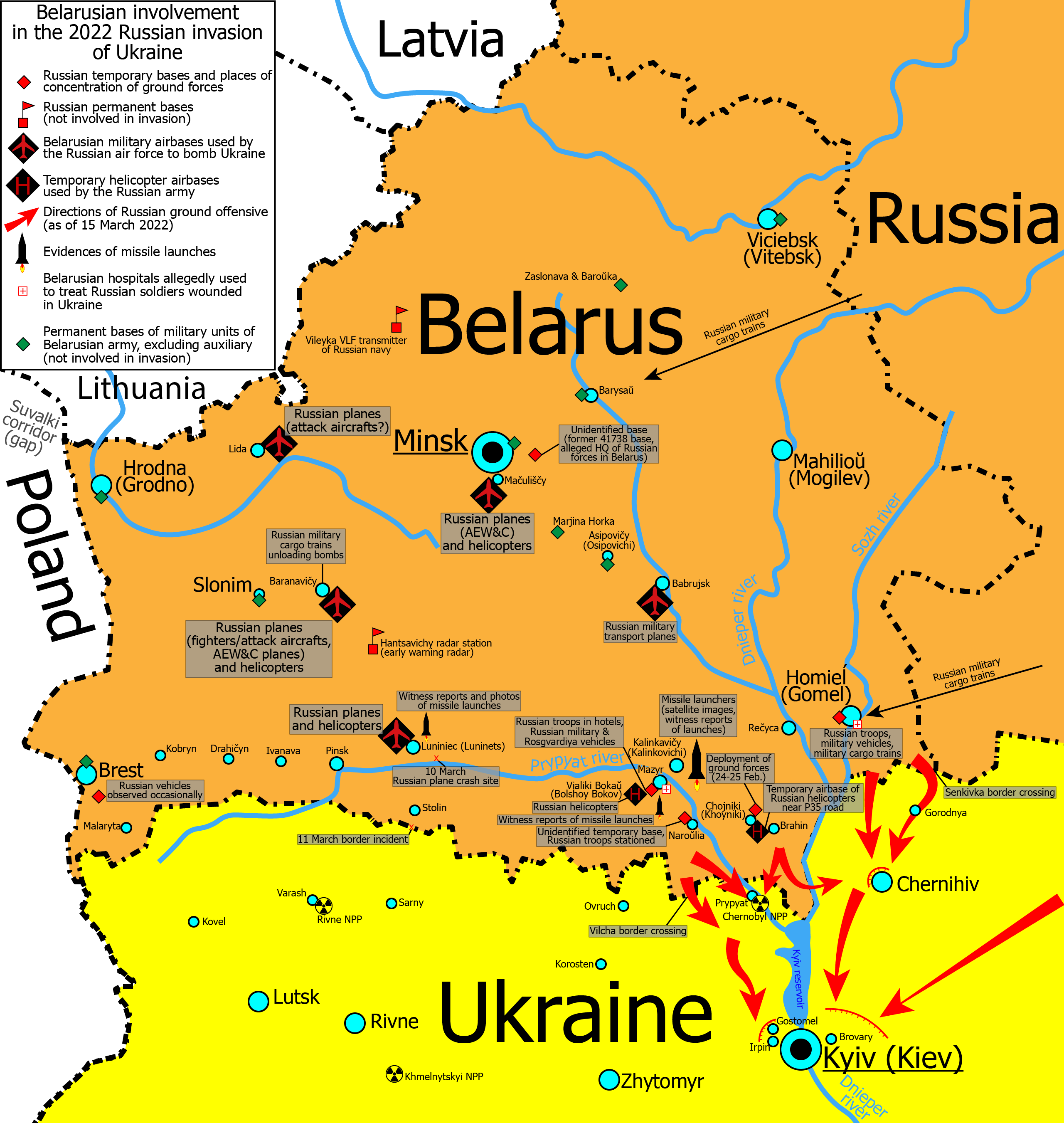

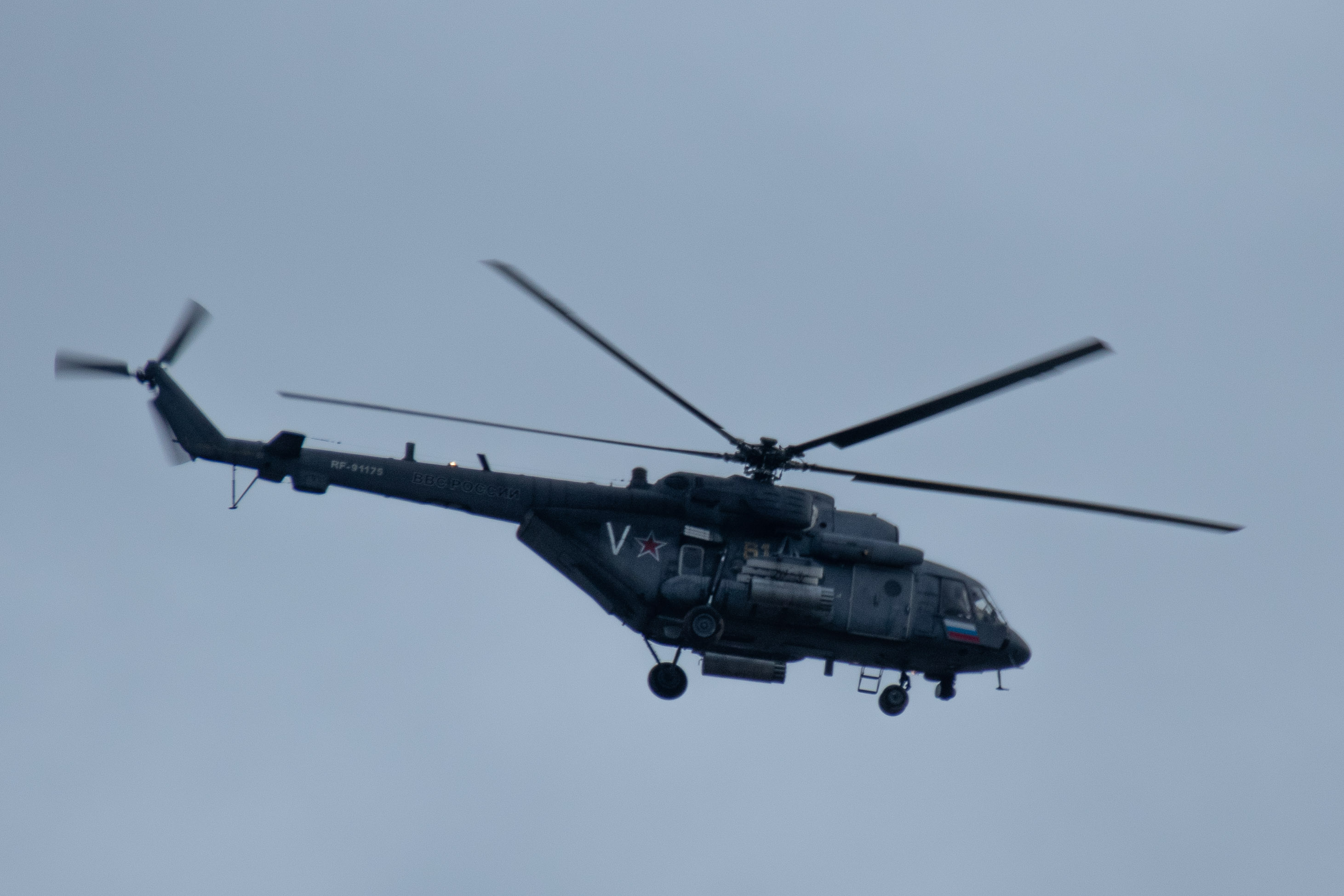
المروحية الروسية ميل مي-8 AMTSh (Mi-171Sh) في مينسك، 23 فبراير 2022

دعمت بيلاروسيا، وهي حليف وثيق لروسيا، جارتها الشرقية في غزوها لأوكرانيا. قبل بدء الحرب، سمحت بيلاروسيا للقوات المسلحة الروسية بإجراء تدريبات عسكرية لمدة أسابيع على أراضيها، والتي لم تغادرها بعد أن كان من المفترض أن تنتهي. لم تعارض الدولة استخدامها كنقطة انطلاق لغزو القوات الروسية الذي بدأ في 24 فبراير، والتي استخدمت بنشاط لأن حدود بيلاروسيا كانت قريبة من كييف، عاصمة أوكرانيا.
أنكرت بيلاروسيا في البداية اشتراكها في النزاع، لكنها اعترفت منذ ذلك الحين بالسماح لمنصات إطلاق الصواريخ الروسية المتمركزة على أراضيها بإطلاق النار على أهداف أوكرانية. ظهرت عدة تقارير في وسائل الإعلام التابعة للمعارضة البيلاروسية وفي أوساط الجيش الأوكراني تفيد بأن القوات البيلاروسية على الأراضي الأوكرانية تقاتل مع الروس، لكن رئيس بيلاروسيا ألكسندر لوكاشينكو رفضها وقال إن القوات المسلحة البيلاروسية لن تشارك بشكل مباشر في الصراع.
أدانت الدول الغربية تورط بيلاروسيا، حيث فرض الاتحاد الأوروبي والولايات المتحدة وكذلك اليابان عقوبات ضد بيلاروسيا. وبحسب تشاتام هاوس، فإن مشاركة بيلاروسيا في الصراع العسكري لا تحظى بشعبية بين عامة السكان؛ نظمت مظاهرات في 27 فبراير، يوم الاستفتاء الدستوري الذي طالب بإلغاء وضع بيلاروسيا كدولة غير نووية، ولكن سرعان ما تم تفريقها. استهدف العديد من المتسللين المرتبطين بالجيش الأوكراني أو أنونيموس الوكالات الحكومية والبنية التحتية الحيوية للبلاد.

## الخلفية
تقع بيلاروسيا في شمال أوكرانيا، وتشترك معها في حدود تبلغ طولها 1,084 كيلومتر (674 ميل). يعتبر قربها من العاصمة الأوكرانية كييف ذا قيمة إستراتيجية كبرى.
في يناير وفبراير 2022، وصلت القوات الروسية إلى بيلاروسيا للمشاركة في مناورات عسكرية. في 16 فبراير، زعم وزير الخارجية فلاديمير ماكي أن الجنود الروس سيغادرون بيلاروسيا بعد انتهاء التدريب، نفت وزارة الدفاع هذا البيان لاحقًا، حيث ادعت أن القوات ستبقى «لفترة زمنية غير معروفة». قُدّر عدد القوات الروسية التي ستبقى في بيلاروسيا بنحو 30 ألف جندي. بالإضافة إلى ذلك، تم التكهن أيضًا بأن بيلاروسيا يمكنها استضافة أسلحة نووية روسية.
طالبت النسخة السابقة من دستور بيلاروسيا بأن تكون الدولة محايدة. ومع ذلك، أجرت بيلاروسيا استفتاءً دستوريًا في 27 فبراير، وأُعلن إقراره بتأييد 65%. وكإحدى التغييرات، ألغت بيلاروسيا وضعها كدولة غير نووية. أوضح لوكاشينكو في وقت لاحق أنه سيطلب من روسيا جلب أسلحة نووية إذا تحرك حلف شمال الأطلسي لإحضارها إلى بولندا أو ليتوانيا، الجارتين الغربيتين للبلاد.

## الغزو الروسي
في المراحل الأولى من الصراع العسكري، أعارت بيلاروسيا أراضيها للروس ليهاجموها، لكن لا يبدو أنها أرسلت جنودها إلى الصراع. في يوم الغزو، أفادت دائرة حرس الحدود الأوكرانية عن محاولة القوات الروسية اختراق الحدود البيلاروسية الأوكرانية عند معبر فيلتشا الحدودي، وأن طائرة هليكوبتر بدون علامات تعريفية هاجمت جسرًا بالقرب من سلافوتيتش. نشرت شبكة سي إن إن مقطع فيديو يظهر دبابات تدخل أوكرانيا عبر معبر سينكيفكا الحدودي، في نقطة حدودية ثلاثية مع روسيا. في ذلك اليوم أيضًا، سيطرت القوات الروسية على تشيرنوبل، إلى جانب محطة الطاقة النووية السابقة المجاورة، بعد أن دخلت القوات إلى أوكرانيا من بيلاروسيا عبر منطقة تشيرنوبيل المحظورة غير المأهولة.
سمحت بيلاروسيا أيضًا للمنشآت العسكرية بإطلاق النار من أراضيها باتجاه جارتها الجنوبية، أو عبور حدودها باتجاه الجنوب. وبالفعل في 24 فبراير، أفاد القائد العام الأوكراني أنه تم إطلاق 4 صواريخ باليستية من بيلاروسيا باتجاه الجنوب الغربي. بعد يومين، نشرت شركة Maxar Technologies صور أقمار صناعية تظهر تمركز 150 طائرة هليكوبتر ومئات المركبات الأرضية بالقرب من خوينيكي، حوالي 50 كيلومتر (31 ميل) من الحدود الأوكرانية، مع 90 طائرة هليكوبتر تستخدم طريقًا محليًا مستقيمًا كقاعدة جوية مؤقتة. كما تداولت وسائل الإعلام البيلاروسية وقنوات تيليجرام العديد من مقاطع الفيديو والصور التي تظهر تحركات المركبات المدرعة والمروحيات الروسية في جنوب بيلاروسيا. بعد ثلاثة أيام، أفاد المركز الأوكراني للاتصالات الاستراتيجية أن مطار جيتومير الدولي تعرض للقصف بصواريخ أطلقت من أراضي بيلاروسيا.
في النهاية، بدأت تظهر تقارير عن وجود قوات بيلاروسية في أوكرانيا. في 25 فبراير، نشرت وسائل الإعلام الأوكرانية مقطع فيديو مع أسير حرب روسي ادعى أنه دخل أوكرانيا عبر غومل أوبلاست في بيلاروسيا وقال إن الجيش البيلاروسي لم يمنعه. في 28 فبراير، زعم المنفذ الإعلامي البيلاروسي المعارض تشارتر 97 عن مصادر بيلاروسية وأوكرانية مجهولة أن بعض الجنود البيلاروسيين كانوا ضمن الجرحى والقتلى من قوات الغزو في أوكرانيا. قال مسؤول عسكري أوكراني كبير في وقت لاحق لمحطة الإذاعة العامة هيئة البث العامة الأوكرانية أن البيلاروسيين شوهدوا على الأرض في تشرنيهيف أوبلاست منذ 27 فبراير وأنهم كانوا يتحركون من هورودنيا نحو تشرنيغوف، عاصمة المنطقة الواقعة في أقصى شمال أوكرانيا؛ مع ذلك، لم يتمكن مكتب الرئيس الأوكراني من تأكيد التقارير.

## ردود الأفعال

### بيلاروسيا

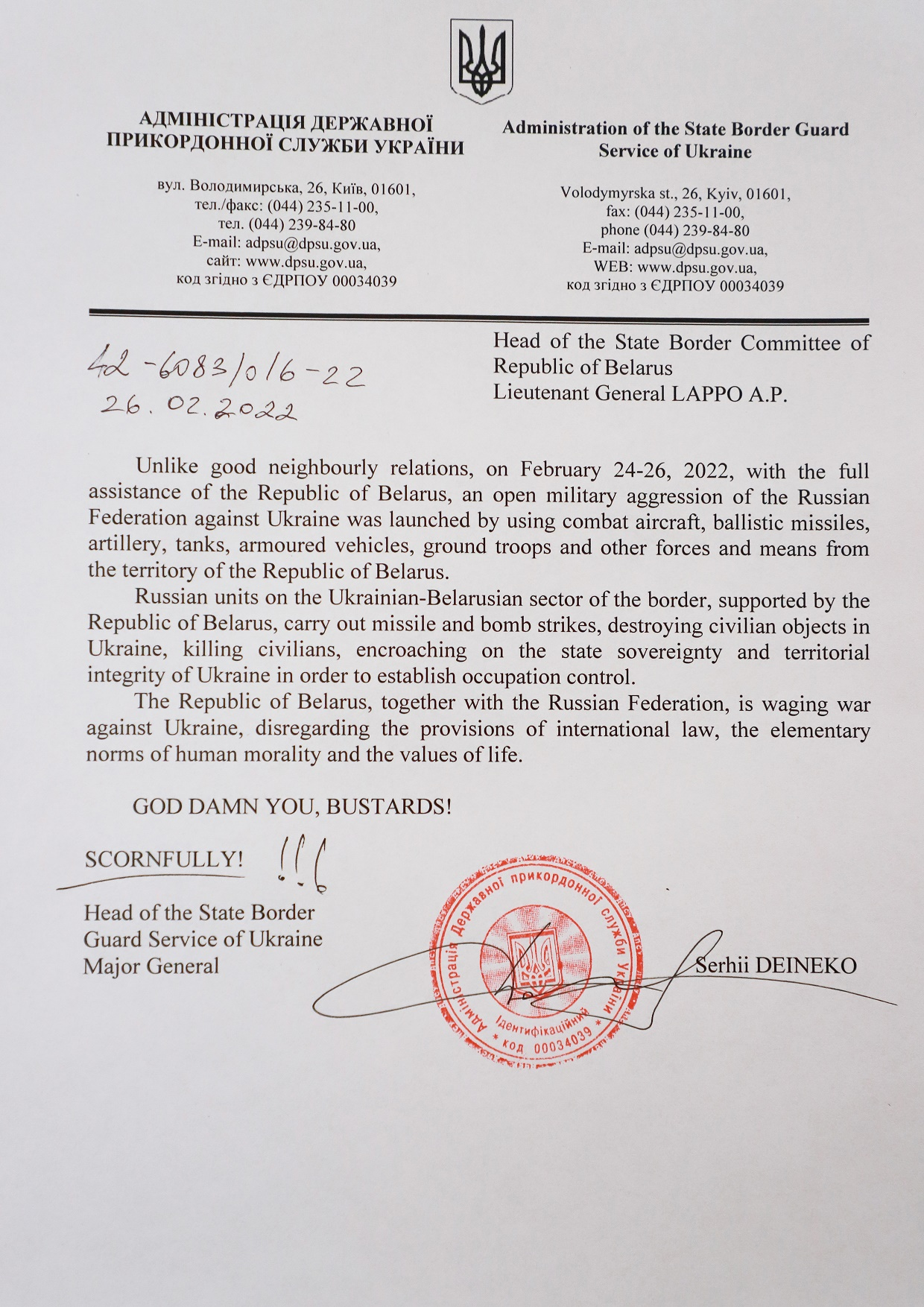
رسالة من رئيس دائرة حرس الحدود الأوكرانية إس في دينيكو إلى رئيس لجنة الحدود الحكومية لجمهورية بيلاروسيا AP Lappo، 26 فبراير 2022

#### الحكومية
نفى الرئيس البيلاروسي ألكسندر لوكاشينكو في البداية تورط الجيش البيلاروسي في النزاع في ذلك الوقت، ولم تعلق وزارة الدفاع البيلاروسية على تقارير أفادت أن صواريخًا أطلقت من بيلاروسيا أصابت أهدافًا أوكرانية. لكن في 27 فبراير، أقر ألكسندر لوكاشينكو بأن روسيا أطلقت قذائف من بيلاروسيا ضد أوكرانيا، لكنه علق على أن هذه «خطوة إجبارية». أعلن لوكاشينكو أيضًا أنه لن يأمر القوات البيلاروسية بمشاركة الروس في أوكرانيا، رغم التقارير عن وجودهم بالفعل في أوكرانيا، ومع ذلك، فقد قرر نقل المزيد من القوات إلى الحدود الأوكرانية في 1 مارس.

#### المعارضة
أدانت زعيمة المعارضة البيلاروسية المنفية سفياتلانا تسيخانوسكايا لوكاشينكو لمشاركته في الغزو. وزعم صحفيون معارضون بيلاروسيون أن تصرفات الحكومة البيلاروسية يمكن أن تعامل على أنها عدوان حسب المادة  3 (الفصل  «و») من قرار الجمعية العامة للأمم المتحدة رقم 3314. نُظمت احتجاجات ضد الغزو في مدن بيلاروسية في 27 فبراير، نفس يوم التصويت على التغييرات في الدستور البيلاروسي، وقد تم خلالها اعتقال 800 شخص، وفقًا لوزارة الداخلية البيلاروسية.
وفقًا لتشاتام هاوس، يعتقد 79% من البيلاروسيين أن مقتل الجنود البيلاروسيين خلال الحرب بين روسيا وأوكرانيا أمر غير مقبول، ويعتقد أكثر من 50% أن بيلاروسيا يجب أن تظل محايدة.

### في أوكرانيا
في 26 فبراير، كتب رئيس دائرة حرس الحدود الأوكرانية سيرهي دينيكو رسالة رسمية إلى رئيس لجنة الحدود الحكومية لجمهورية بيلاروسيا AP Lappo متهمًا منظمته بمساعدة روسيا في غزو أوكرانيا من الشمال. دعا بعض نواب المجلس الأعلى الأوكراني إلى قطع العلاقات الدبلوماسية مع الجار الشمالي.
شن عدد كبير من قراصنة الإنترنت، على وجه الخصوص المرتبطين بمجموعة لامركزية تسمى أنونيموس وجيش تكنولوجيا المعلومات الأوكراني، العديد من الهجمات الإلكترونية ضد الوكالات الحكومية البيلاروسية والسكك الحديدية الحكومية. ردًا على الغزو، سربت أنونيموس ما حجمه 200 غيغابايت من مراسلات مقاول الدفاع البيلاروسي الخاص Tetraedr.

### الدول الغربية
قوبلت مساعدة بيلاروسيا للغزو الروسي بإدانة القوى الغربية. في يوم الغزو، أصدرت وزارة الخزانة الأمريكية عقوبات ضد بيلاروسيا لتورطها في الغزو الروسي. تمت معاقبة العديد من الشركات الصناعية العسكرية والجنرالات. في 26 فبراير، نظرت اليابان في إصدار عقوبات مماثلة حيث فرضتها بعد يومين.
أصدر الاتحاد الأوروبي المجموعة الأولى من العقوبات ضد بيلاروسيا - تم تقديم الأولى في 27 فبراير، والتي حظرت فئات معينة من المواد البيلاروسية في الاتحاد الأوروبي، بما في ذلك الأخشاب والصلب والوقود المعدني والتبغ. بعد أن اقترح رئيس الوزراء الليتواني فصل بيلاروسيا عن سويفت، بدأ الاتحاد الأوروبي، الذي لا يعترف بلوكاشينكو كرئيس شرعي لبيلاروسيا، بالتخطيط لتمديد العقوبات التي صدرت بالفعل ضد الكيانات الروسية وكبار المسؤولين لحليفها.